# ذاكرة فقاعية
الذاكرة الفقاعية (بالإنجليزية: Bubble memory)‏ هي نوع من ذاكرة الكمبيوتر الدائمة التي تستخدم غشاء رقيقًا من مادة مغناطيسية للاحتفاظ بمناطق ممغنطة صغيرة، تُعرف بالفقاعات، كل منها يخزن جزءًا واحدًا من البيانات. اخترعها أندرو بوبيك في عام 1970.

## التاريخ
قَدَّمت هذهِ الذاكرات كثافة تخزين [الإنجليزية] مُشابهة لـ مُحركات الأقراص الصُلبة، وقد كانت تفتقر إلى أيَّة أجزاء متحركة. دفع هذا الكثيرين إلى اعتبارها «ذاكرة عالميَّة» يُمكن استخدامها لجميع مُتطلبات التخزين.

## الاختراع
تم اختراع الذاكرات الفقاعية لأول مَرَّة في مختبرات بل بالولايات المتحدة الأمريكية في أوائل عقد 1990. بحلول مُنتصف عقد 1970، وقد كانت العديد من المؤسسات البحثية مُهتمة باستخدام هذا النوع من الذاكرة.

## المَراجع
1. ↑  معجم مصطلحات المعلوماتية (بالعربية والإنجليزية)، دمشق: الجمعية العلمية السورية للمعلوماتية، 2000، ص. 63، OCLC:47938198، QID:Q108408025
2. ↑  "Bubble memory - What is Bubble memory?". Computer Notes (بالإنجليزية الأمريكية). 22 Jan 2013. Archived from the original on 2022-09-07. Retrieved 2022-09-07.
3. ↑  "Bubble Memory". 10 Technologies that were Supposed to Blow Up but Never Did. Complex. 25 سبتمبر 2012. مؤرشف من الأصل في 2012-10-08. اطلع عليه بتاريخ 2022-9-3.
4. ↑  "Computer history: bubble memories" [تاريخ الكمبيوتر: الذاكرات الفقاعية]. Museum Waalsdorp (بالإنجليزية البريطانية). Archived from the original on 2022-09-08. Retrieved 2022-09-03.